# Союз народов Анголы
Союз народов Анголы (порт. União dos Povos de Angola; UPA) — ангольская военно-политическая организация, существовавшая на начальном этапе борьбы за независимость Анголы.
Была основана Холденом Роберто в 1954 году как «Союз народов Северной Анголы». Она опиралась на народность баконго (для ангольских политических движений того периода было характерно разделение по этническому признаку). В 1958 году переименована в «Союз народов Анголы». Сыграла заметную роль в начале войны за независимость Анголы, в марте 1961 года начав антипортугальское восстание на севере страны. В ходе этого выступления бойцы UPA организовали массовую резню белого населения, что вызвало жёсткую ответную реакцию португальских властей и гибель тысяч мирных ангольцев. Потерпев поражение, «Союз народов Анголы» отступил на территорию Конго, откуда организовывал мелкие вылазки против португальцев. Параллельно с этим начался конфликт между UPA и другой ангольской вооружённой группировкой — «Народное движение за освобождение Анголы», что ослабило национально-освободительное движение и сыграло на руку португальцам.
В 1962 году УПА вместе с Демократической партией Анголы вошёл в новую организацию Национальный фронт освобождения Анголы.